# Pacifická aliance
Pacifická aliance (španělsky Alianza del Pacífico, česky rovněž Tichomořská aliance) je uskupení států usilující o ekonomickou integraci, volný pohyb zboží, služeb, pracovní síly a lidí. Zakládajícími členy Aliance jsou Mexiko, Peru, Chile a Kolumbie.
Mezi žadatele o plné členství v Alianci patří Kostarika a Panama. K prosinci 2022 je přidruženým státem Singapur a kandidáty na postavení přidruženého státu jsou Kanada, Austrálie, Nový Zéland, se kterými probíhají jednání. Zájem o postavení přidruženého státu projevily i Ekvádor a Jižní Korea, přičemž Ekvádor s vyhlídkou na možné budoucí plné členství v alianci.
Formálně vznikla v dubnu 2011 podpisem tzv. Limské deklarace a stala se projevem snahy o integraci států latinskoamerického kontinentu podél pobřeží Tichého oceánu. Uskupení v současnosti představuje 8. největší ekonomiku světa a bránu na trh o velikosti více než 220 milionů obyvatel.

## Cíle
Cílem Aliance je v rámci smluvních stran postupně dosáhnout volného pohybu zboží, služeb, kapitálu a osob a v této souvislosti i posílení policejní spolupráce, obchodní integrace a celní spolupráce, jakož i odstranění překážek v pohybu služeb a kapitálu včetně možnosti integrace burz cenných papírů. Dne 1. května 2016 začala v rámci Aliance fungovat zóna volného obchodu, která zahrnuje 92% položek. Ve srovnání regionálních integračních skupin je Tichomořská aliance dynamickým a perspektivním uskupením, které se snaží stát stranou politických vlivů, a představuje tak dnes nejvíce životaschopné integrační uskupení v rámci Latinské Ameriky.
Pozorovatelský statut v Tichomořské alianci má aktuálně již 55 zemí jako např. USA, Austrálie, Izrael, Švýcarsko a řada států EU včetně České republiky. Ta pozorovatelský statut získala v červnu 2016.
Vedle relevantních státních institucí se prohlubování vztahů mezi Českou republikou a státy Tichomořské aliance věnuje Smíšená obchodní komora Česko-tichomořská aliance (ČESTA).